# 少年本因坊战
少年本因坊战（日语：ジュニア本因坊戦）是日本的一项业余围棋赛事，于1998年开始举行。

## 赛事简介
在日本，少年本因坊战与少年少女围棋大会、儿童棋圣战并称为中小学生三大全国围棋赛（儿童棋圣战仅限小学生参赛）。同时，也仅有少年本因坊战允许学龄前儿童参赛；儿童棋圣战虽然允许学龄前儿童报名但禁止他们成为各都道府县参与全国大赛的代表选手。
少年本因坊战的获胜者同时获得全日本业余本因坊战的参赛权。

## 赛事沿革
- 1998年，由菊池康郎策划并旨在选拔日本小学生、中學生中最优秀的业余围棋棋手而举办的“全日本儿童围棋大会（全日本こども囲碁大会）”正式创立，这是少年本因坊战的前身。
- 2006年，赛事的主办方改为每日新闻社，同时并由小西公司（日语：コニシ）提供冠名赞助，因此赛事更名为“邦德杯少年本因坊战（ボンド杯ジュニア本因坊戦）”。
- 2010年，赛事改由邮贮银行冠名赞助，因此赛事再度更名为“邮贮杯少年本因坊战（ゆうちょ杯ジュニア本因坊戦）”。
- 2017年，冠名赞助商变为花丸学习会（日语：こうゆう），赛事改名为“花丸学习会杯少年本因坊战（花まる学習会杯ジュニア本因坊戦）”。

## 比赛方式
少年本因坊战在日本分为10个赛区：北海道赛区、东北赛区（青森县、宫城县）、关东赛区（群马县、埼玉县、千叶县、东京都、神奈川县）、北信越赛区（新潟县、石川县、长野县）、东海赛区（静冈县、爱知县）、关西赛区（京都府、大阪府）、中国赛区（鸟取县、冈山县、广岛县）、四国赛区、九州赛区（福冈县、熊本县）和冲绳赛区，10个赛区共计选拔32名选手参与全国大赛。
全国大赛比赛采用瑞士制，根据最后积分排序决定排名。

## 历届冠军
| 届 | 举办年 | 冠军               | 冠军               | 冠军                     |
| 届 | 举办年 | 姓名（年级）       | 出身地             | 出身校                   |
| -- | ------ | ------------------ | ------------------ | ------------------------ |
| 24 | 2021年 | 竹内怜櫂（中一）   | 神奈川县           | 小田原市立城北中学校     |
| 23 | 2020年 | 因新冠肺炎疫情停办 | 因新冠肺炎疫情停办 | 因新冠肺炎疫情停办       |
| 22 | 2019年 | 末原莲（中二）     | 千叶县             | 船桥市立行田中学校       |
| 21 | 2018年 | 森田拳（中三）     | 京都府             | 洛北高等学校附属中学校   |
| 20 | 2017年 | 福冈航太郎（小五） | 东京都             | 杉并区立高井户第二小学校 |
| 19 | 2016年 | 青木裕孝（中三）   | 东京都             | 白鸥高等学校附属中学校   |
| 18 | 2015年 | 寺下龙太郎（中三） | 福冈县             | 筑阳学园中学校           |
| 17 | 2014年 | 金辽（中三）       | 静冈县             | 静冈市立安东中学校       |
| 16 | 2013年 | 水精次元（中二）   | 兵库县             | 三木市立三木东中学校     |
| 15 | 2012年 | 滨崎公辅（中三）   | 兵库县             | 宝冢市立宝冢中学校       |
| 14 | 2011年 | 因东日本大震灾停办 | 因东日本大震灾停办 | 因东日本大震灾停办       |
| 13 | 2010年 | 石原康佑（中三）   | 神奈川县           | 横滨市立日吉台中学校     |
| 12 | 2009年 | 玉井一辉（中三）   | 岐阜县             | 大垣市立南中学校         |
| 11 | 2008年 | 玉井一辉（中二）   | 岐阜县             | 大垣市立南中学校         |
| 10 | 2007年 | 癸生川聪（小六）   | 栃木县             | 栃木市立南小学校         |
| 9  | 2006年 | 山下宽（中三）     | 静冈县             | 三岛市立中乡西中学校     |
| 8  | 2005年 | 金泽真（小六）     | 神奈川县           | 平冢市立抚子小学校       |
| 7  | 2004年 | 安达利昌（中一）   | 东京都             | 荒川区立诹访台中学校     |
| 6  | 2003年 | 玉井伸（中一）     | 东京都             | 中野区立第三中学校       |
| 5  | 2002年 | 日野大地（中一）   | 大分县             | 岩田中学校               |
| 4  | 2001年 | 三根康弘（中二）   | 福冈县             | 北九州市立熊西中学校     |
| 3  | 2000年 | 田泽和也（中二）   | 北海道             | 江别市立野幌中学校       |
| 2  | 1999年 | 黑泽范行（小六）   | 兵库县             | 川西市立明峰小学校       |
| 1  | 1998年 | 井山裕太（小三）   | 大阪府             | 东大阪市立孔舍衙东小学校 |

### 知名亚军获得者
- 向井千瑛曾在1999年和2000年蝉联少年本因坊战亚军。
- 富士田明彦（日语：富士田明彦）曾在2004年获得少年本因坊战亚军。

## 相关项目
- 少年少女围棋大会（日语：少年少女囲碁大会）
- 儿童棋圣战（日语：こども棋聖戦）
- 全国高校生围棋冠军大会（日语：全国高校生囲碁チャンピオン大会）